# Etheostoma chermocki
Etheostoma chermocki är en fiskart som beskrevs av Boschung, Mayden och Tomelleri 1992. Etheostoma chermocki ingår i släktet Etheostoma och familjen abborrfiskar. Inga underarter finns listade i Catalogue of Life.